# The First Slam Dunk
The First Slam Dunk és una pel·lícula d'animació esportiva japonesa del 2022 escrita i dirigida per Takehiko Inoue, produïda per Toei Animation i Dandelion Animation Studio. Està basat en la sèrie de manga Slam Dunk d'Inoue. Es va estrenar als cinemes al Japó el 3 de desembre de 2022. Es va estrenar el 7 de juliol de 2023 als cinemes amb doblatge en català. El 2023, The First Slam Dunk va guanyar el Premi de l'Acadèmia Japonesa a la millor pel·lícula d'animació. La pel·lícula va recaptar 253 milions de dòlars a tot el món, i es va convertir en la cinquena pel·lícula d'anime més taquillera de tots els temps.

## Sinopsi
La pel·lícula segueix Ryota Miyagi, el base de l'equip de bàsquet de l'institut Shohoku. Té un germà, en Sota, que és tres anys més gran que ell, i que va inspirar el seu amor pel bàsquet. En Ryota i els seus companys d'equip Hanamichi Sakuragi, Takenori Akagi, Hisashi Mitsui i Kaede Rukawa desafien els campions de bàsquet, l'escola Sannoh.

## Repartiment
| Personatge                                         | Intèrpret de veu    |
| -------------------------------------------------- | ------------------- |
| Ryota Miyagi (宮城 リョータ, Miyagi Ryōta)         | Shugo Nakamura      |
| Hisashi Mitsui (三井 寿, Mitsui Hisashi)           | Jun Kasama          |
| Kaede Rukawa (流川 楓, Rukawa Kaede)               | Shin'ichiro Kamio   |
| Hanamichi Sakuragi (桜木 花道, Sakuragi Hanamichi) | Subaru Kimura       |
| Takenori Akagi (赤木 剛憲, Akagi Takenori)         | Kenta Miyake        |
| Haruko Akagi (赤木 晴子, Akagi Haruko)             | Maaya Sakamoto      |
| Kiminobu Kogure (木暮 公延, Kogure Kiminobu)       | Ryota Iwasaki       |
| Yohei Mito (水戸 洋平, Mito Yōhei)                 | Chikahiro Kobayashi |
| Nozomi Takamiya (高宮 望, Takamiya Nozomi)         | Masafumi Kobatake   |
| Chuichirou Noma (野間 忠一郎, Noma Chūichirō)      | Kenichiro Matsuda   |
| Ayako (彩子, Ayako)                                | Asami Seto          |
| Mitsuyoshi Anzai (安西 光義, Anzai Mitsuyoshi)     | Katsuhisa Hōki      |